# Aleksandr Čerevko
Aleksandr Petrovič Čerevko (in russo Александр Петрович Черевко?; Cherson, 28 novembre 1987) è un ex calciatore russo, di ruolo difensore o centrocampista.